# I veri nomi
I veri nomi è il dodicesimo romanzo di Andrea De Carlo. Pubblicato nel 2002 da Mondadori, tra le sue pagine era nascosto un CD di composizioni originali suonate dallo stesso De Carlo, dal titolo Alcuni nomi.

## Trama
È la storia di due amici, Alberto Scarzi e Raimondo Vaiastri, che per sfuggire alla noia e alla mancanza di prospettive delle loro esistenze da giovani milanesi senza una vera occupazione, si inventano una serie di interviste con alcuni famosissimi personaggi della scena rock, e riescono a venderle a uno sprovveduto quanto presuntuoso editore. Ne nasce una serie di vicende picaresche che portano i due amici dall'Italia agli Stati Uniti, tra continue sorprese e avventure tragicomiche, alla ricerca di se stessi e alla scoperta del mondo. La struttura narrativa è particolare, con una successione di capitoli concatenati tra loro ma autosufficienti come storie brevi, ciascuno recante per titolo un nome, che a seconda dei casi è di persona, di luogo o anche di oggetto.